# Francesco Valori

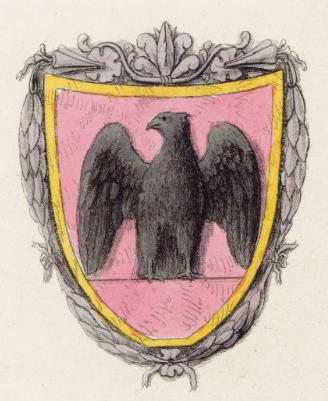
Stemma della famiglia Valori

Francesco Valori (Firenze, 16 giugno 1438 – Firenze, 8 aprile 1498) fu un politico fiorentino del XV secolo.

## Biografia
Nacque da Filippo di Bartolomeo, morto prematuramente l'11 agosto 1438, e da monna Picchina di Piero Capponi.
Fu Priore nel 1471 e nel 1478, ufficiale della Zecca nel 1473, del Consiglio dei settanta nel 1480 e ancora nel 1489. Fu poi capitano di Pistoia nel 1483, podestà di Prato nel 1492, Gonfaloniere di Giustizia nel 1484, nel 1493 e nel 1497, accoppiatore nel 1484 e nel 1494. 
Fu più volte chiamato come ambasciatore, per esempio per l’elezione di Papa Alessandro VI nel 1492, oratore per l’accoglienza di re Carlo VIII di Francia nel 1494, fu infine commissario in campo contro Pisa nel 1495 e dei Dieci di Balìa nel 1495 e nel 1497.
Fu inizialmente favorevole al partito dei Medici, salvo poi schierarsi apertamente al fianco di Girolamo Savonarola quando il Magnifico morì. 
In quanto capo dei Frateschi, cioè del ramo politico del movimento savonaroliano, fu linciato l'8 aprile 1498, quando il popolo si rivolse contro il suo palazzo. Probabilmente fu ucciso dai parenti di cinque concittadini ottimati, tra i quali Lorenzo Tornabuoni, che erano stati condannati a morte l'agosto dell'anno precedente dopo aver congiurato con Piero de' Medici.

## Matrimonio e discendenza
Sposò Costanza di Giovanni di Matteo Canigiani, che morì insieme a lui nell'assalto della loro dimora, l'8 aprile 1498. Dalle nozze nacquero quattro figlie:
- Marietta (?-prima del 1502), sposò in prime nozze nel 1484 Francesco di Niccolò Tornabuoni (?-1484) e in seconde nozze nel 1486 Agnolo di Lorenzo Carducci (c. 1470-1527);
- Loretta, sposò Carlo di Cristofano Carnesecchi;
- Dianora (?-28 giugno 1526), sposò Niccolò di Francesco degli Alessandri (1463-1525);
- Caterina, sposò Jacopo di Jacopo Gherardi.

### Fonti
- Lorenzo Pignotti, Storia della Toscana sino al principato, Firenze, 1820.
- Simondo Sismondi, Storia delle repubbliche italiane dei secoli di mezzo, Capolago, 1832.
- Benedetto Varchi, Storia fiorentina, Firenze, ed. 1857.
- Pasquale Villari, La storia di Girolamo Savonarola e de' suoi tempi, Firenze, 1861.

### Studi
- Mark Jurdjevic, Francesco Valori and the Savonarolan Republic, in Guardians of Republicanism, Oxford, 2008, pp. 19-46.
- Mark Jurdjevic, Machiavelli's sketches of Francesco Valori and the reconstruction of Florence history, in Journal of the history of ideas, University of Pennsylvania Press, v. 63, 2002, n. 2, pp. 185-206.
- Ivan Cloulas, Lorenzo il Magnifico, Roma, 1986, ISBN 88-85026-79-6.

| Controllo di autorità | VIAF (EN) 123941100 · ISNI (EN) 0000 0000 8574 1545 · CERL cnp01273811 · LCCN (EN) no2011153942 · GND (DE) 142535761 · BNF (FR) cb166445277 (data) · J9U (EN, HE) 987007461578205171 |